# Campeonato Mundial de Biatlón de 1979
El XVIII Campeonato Mundial de Biatlón se celebró en la localidad alpina de Ruhpolding (RFA) entre el 15 y el 18 de febrero de 1979 bajo la organización de la Unión Internacional de Biatlón (IBU) y la Federación Alemana de Biatlón. 

## Resultados

### Masculino
| Evento                     | Oro                                                                   | Plata                                                                               | Bronce                                                                             |
| -------------------------- | --------------------------------------------------------------------- | ----------------------------------------------------------------------------------- | ---------------------------------------------------------------------------------- |
| 10 km velocidad (17.02)    | Frank Ullrich RDA 40:35,3                                             | Odd Lirhus · Noruega · 40:28,5                                                      | Luigi Weiss · Italia · 41:46,3                                                     |
| 20 km individual (15.02)   | Klaus Siebert RDA 1:07:40,1                                           | Alexandr Tijonov URSS 1:09:22,1                                                     | Sigleif Johansen · Noruega · 1:09:37,4                                             |
| Relevos 4 × 7,5 km (18.02) | RDA Manfred Beer Klaus Siebert Frank Ullrich Eberhard Rösch 1:54:48,5 | Finlandia · Simo Halonen · Heikki Ikola · Erkki Antila · Raimo Seppänen · 1:56:26,7 | URSS Vladimir Alikin Vladimir Barnashov Nikolai Kruglov Alexandr Tijonov 1:58:14,6 |

## Medallero
| Núm. | País      | Oro | Plata | Bronce | Total |
| ---- | --------- | --- | ----- | ------ | ----- |
| 1    | RDA       | 3   | 0     | 0      | 3     |
| 2    | Noruega   | 0   | 1     | 1      | 2     |
| 2    | URSS      | 0   | 1     | 1      | 2     |
| 4    | Finlandia | 0   | 1     | 0      | 1     |
| 5    | Italia    | 0   | 0     | 1      | 1     |
|      | TOTAL     | 3   | 3     | 3      | 9     |